# Fischer József (építész, 1901–1995)

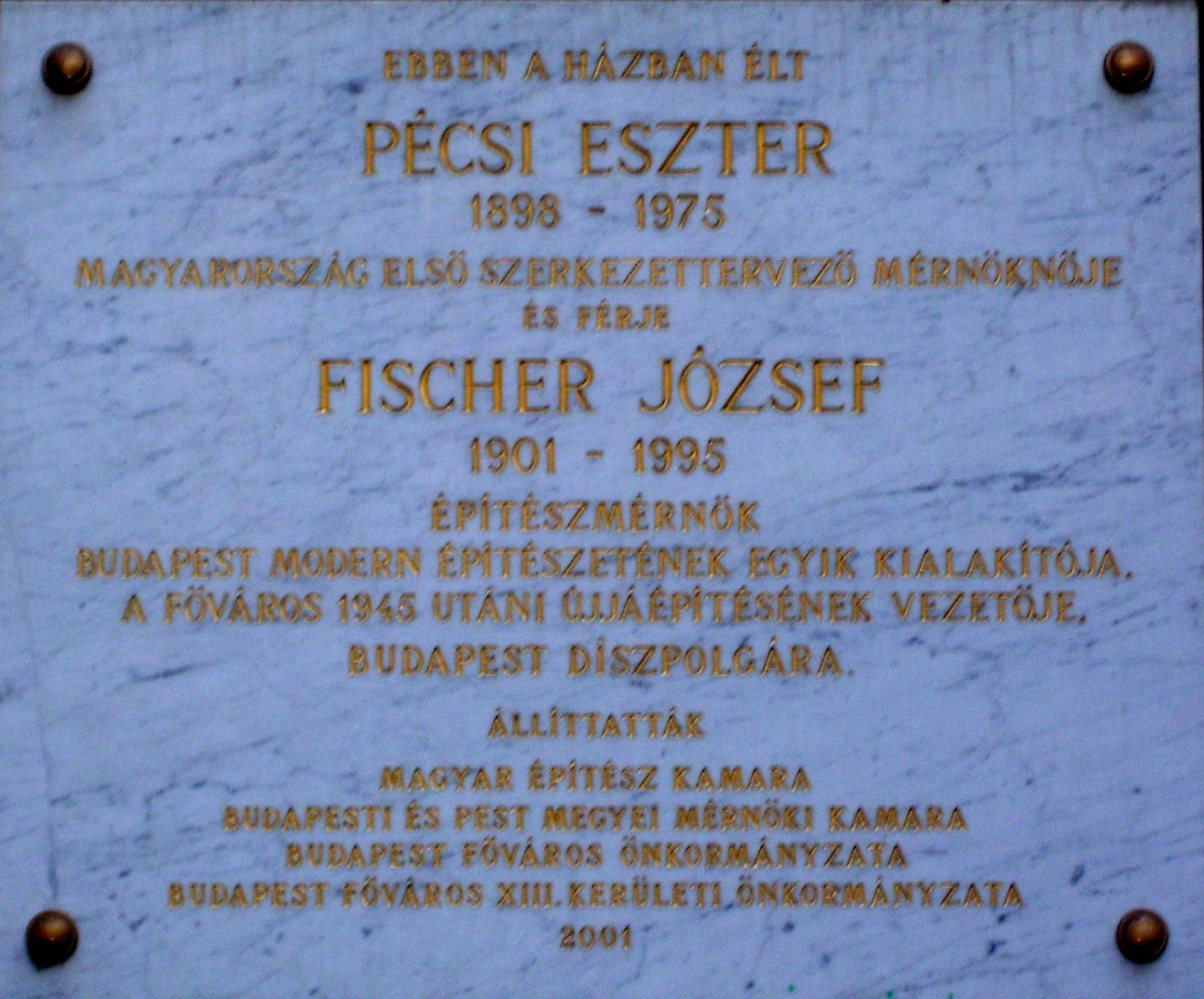
Emléktábla,
Budapest XIII. kerület,
Szent István park 16.

Fischer József (Budapest, 1901. április 12. – Budapest, 1995. február 23.) magyar építész, a modern építészet képviselője, szociáldemokrata politikus, országgyűlési képviselő, a harmadik Nagy Imre-kormány minisztere.

## Életpályája, munkássága
Fischer János Károly és Kugler Ilona Zsófia gyermekeként. Apja és apai nagyapja, Fischer József is nyomdász volt. Krausz Ármin építészeti irodájába szerződött kőművesinasnak, majd építőipari felsőiskolában tanult. 
Részt vett az őszirózsás forradalomban, a Tanácsköztársaság alatt pedig a Vörös Hadseregben harcolt. A kommün bukása után az Iparművészeti Főiskolát látogatta. Előbb vázafestő (Ligeti Miklósnál), de másfél év után egy magánépítésznél helyezkedett el előbb építésvezetőként, majd tervezőként. 
1922. december 3-án kötött házasságot Pécsi Eszterrel, Magyarország első diplomás mérnöknőjével. Két fiuk született, György és János, akik mindketten építészdiplomát szereztek. 1926-ban építőmesteri képesítést kapott és megbízást a Császár fürdő felépítésére. 1931-ben feleségével közös építészvállalkozásba kezdett.
Építészeti munkássága – klasszikusnak számító műegyetemi tanulmányok nélkül – az 1920-as évek közepén kezdődött. Ekkorra már közeli kapcsolatba került korának modern művészeti irányzataival, így a kubizmussal és a reá nagy hatást gyakorló Kassák Lajos művészetével. Ismeretségi körében is először képzőművészek vannak és csak 1927-ben kerül személyes kapcsolatba a hazai újszerű építészet fontosabb képviselőivel (többek között Molnár Farkassal, Ligeti Pállal, Forgó Pállal, Körner Györggyel, Masirevich Györggyel, Pajor Zoltánnal, Preisich Gáborral, Rácz Györggyel, Révész Zoltánnal, Schiller Mártonnal). 
1928 és 1938 között a CIAM magyar csoportjának volt vezetője, a csoport több kiállítását, publikálási lehetőségét szervezte. Építészeti alkotásait ekkor – az 1934–35-ös évtől eltekintve, amikor Breuer Marcellal és Molnár Farkassal társulva dolgozott – jórészt önállóan tervezte. Jelentős építészelméleti írásai is elsősorban a CIAM magyar működésének éveiből valók.
Épületein elsősorban Walter Gropius, a Bauhaus és a CIAM-mal kapcsolatban álló építészek (Ernst May, Le Corbusier) hatása érezhető. A CIAM magyar csoportjának első hazai szereplése 1932-ben volt a Tamás Galériában (ugyanebben az évben az őszi lakberendezési vásáron, majd 1935-ben a Budapesti Nemzetközi Vásáron szerepeltek). Építészeti tevékenységük rendszeres fóruma volt 1932 és 1938 között a Tér és Forma folyóirat, melynek egyben szerkesztője is volt.
1932-ben került kapcsolatba a Magyarországi Szociáldemokrata Párttal. Itt ismerte meg Peyer Károlyt, s ezen kapcsolatai miatt ítélték egy hónap felfüggesztett börtönre „osztályellenes izgatás” vádjával. Szociáldemokrata kapcsolatait továbbra is megőrizte. Az 1939-es parlamenti választásokon képviselőnek jelölték (nem jutott be), valamint megválasztották a MSZDP kezdeményezésére létrejött építészcsoport elnökének.
1940-ben sorkatonai szolgálatra hívták be. 1943-ban SAS-behívót kapott és a csepeli repülőtérre, majd egy dunántúli őrsre osztották be. 1944-ben családi házában származási és politikai üldözöttek egyaránt menedéket találtak, többek között Schaár Erzsébet, Vilt Tibor szobrászművész, a színész Major Tamás és mások. 1944 novemberében dezertált és ettől fogva családjával együtt maga is bujkált.
1945 után a Fővárosi Közmunkák Tanácsa elnöke lett, megszervezte Budapest háború utáni újjáépítését. A Tanács 1948-as felszámolását követően passzív ellenállásba vonult. Az 1945-ös választáson az MSZDP színeiben pótképviselő lett. 1946. július 23-án hívták be Lányi Béla helyére. Az 1947-es választáson már rendes képviselői helyet nyert. Az 1949-es választásokig maradt képviselő. 1953-tól a Budapesti Városépítési Tervező Irodánál tizenkét budapesti kerület helyreállítási munkáit irányította. Ebben az időben (1955-ben) készült el tervei szerint a IX. Erkel Ferenc u. 20., illetve a VIII. Baross u. 18. helyreállítása.
Az 1956-os forradalom alatt a szociáldemokrata párt vezetőségi tagja volt (a párt [újjá]alakuló ülését az ő budapesti, Szent István parki lakásán tartották). November 2-án államminiszter lett a harmadik Nagy Imre-kormányban. November 4-e után előbb bujkált, majd újra állásba került korábbi munkahelyén, de 1958 szeptemberében politikai okokból elbocsátották.
Egyik fia 1948-ban, felesége 1957-ben disszidált, mindketten az Egyesült Államokban telepedtek le. Fischer tizenkilenc alkalommal nyújtott be kivándorlási kérelmet; hét és fél évig várt az útlevélre, 1964-ben kapta meg az engedélyt a távozásra.1968-ban amerikai állampolgárságot kapott. Itt különböző tervező cégeknél volt állása. Felesége halála után három évvel, 1978-ban tért haza. Építészeti munkát már nem folytatott, csak kiállításokon szerepelt és visszaemlékezéseket írt. 1993-ban a főváros díszpolgárává választották építészeti munkássága, valamint az újjáépítésben betöltött szerepe miatt. 
1995. február 25-én halt meg Budapesten, hamvait a Farkasréti temetőben, felesége mellé helyezték örök nyugalomra.
2010-ben posztumusz Ybl Miklós-díjat kapott.

## Művei

### Épületei
- 1925. Budapest III., Császárfürdő
- 1927. Budapest XII., Németvölgyi úti bérház terve
- 1931. Budapest II., Napraforgó utca 20. családi ház
- 1931-1932. Budapest II., Csatárka utca 4/a családi ház (elpusztult)
- 1931-1932. Budapest XII., Rácz Aladár utca 26. lakóépület
- 1932. Budapest, II., Pusztaszeri út 23/a lakóépület
- 1932. Budapest III., Podolin utca 12. lakóépület
- 1932-1935. Budapest VIII., Köztársaság tér (régen: Tisza Kálmán tér, ma II. János Pál pápa tér) 14., 15., 16. Bérházcsoport (Tervezők: Árkay Bertalan, Faragó Sándor, Fischer József, Heysa Károly, Ligeti Pál, Molnár Farkas, Preisich Gábor, Pogány Móric, Vadász Mihály)
- 1933. Budapest XIV., Csernyus utca 7/a-b. lakóépület
- 1933-34. Budapest, II., Herman Ottó út 18.
- 1933-1934. Budapest II., Szépvölgyi út 88/b. lakóépület
- 1934. Budapest II., Palánta utca 15/a. lakóépület
- 1934. Az OTI pestújhelyi kórházának személyzeti épülete
- 1935. Budapest II., Csévi köz 7/a lakóház (Molnár Farkassal)
- 1936. Budapest VII., Bajza utca 10. lakóépület, az ún. [[Walter Rózsi-villa]
- 1938. Budapest XIV., Thököly út 112/b lakóépület
- 1939-1940. Budapest II., Pasaréti út 117. ikervilla (átépítve)
- 1940. Budapest XII., Rege utca 10. Egykori "REGE" üdülőszálló (ma: lakóépület).
- 1941. Budapest II., Sarolta utca 3.
- 1941-1942. Budapest XII., Rege utca 15. "GYOPÁR" üdülőszálló (ma: lakóház)
- 1941. Budapest II., Pusztaszeri út 16. "NAPSUGÁR" társasvilla
- 1941. Budapest II., Pusztaszeri út 116. lakóépület
- 1941. Budapest XIII., Váci út 46/b bérház
- 1941-1942. Budapest II., Baba utca 14. lakóépület (ma: gyermekrehabilitációs intézetnek átépítve)
- 1941-1942. Budapest I., Derek utca 14. lakóépület
- 1941-1942. Budapest II., Gárdonyi Géza út 25. lakóépület (ma: gyermekrehabilitációs gyógyintézetnek átépítve)
- 1962. Tatabányai új megyei kórház tervpályázat I. díj. (tervező társak: ifj. Rimanóczy Gyula, Rimanóczy Jenő, Vadász György).

### Fontosabb írásai
- 1928. A lakásépítés politikájához (Munka)
- 1929. Az albertfalvai építkezésekhez (Munka)
- 1930. Az internacionális új építészet és a kislakáskérdés (Munka)
- Új építés. Molnár Farkas munkái 1923-1933 (Budapest)
- Amikor újjáépítési kormánybiztos voltam (Budapest, 1984/3.)
- Emlékeim a szocreál időszakról (Magyar Építőművészet, 1984/4.)
- Visszaemlékezéseiből (Budapest Fővárosi Levéltár közleményei, 1984-1985)
- Visszaemlékezései. Részletek (LAPIS ANULARIS. Források a Magyar Építészeti Múzeum gyűjteményéből, Budapest, 1955)

## Képgaléria

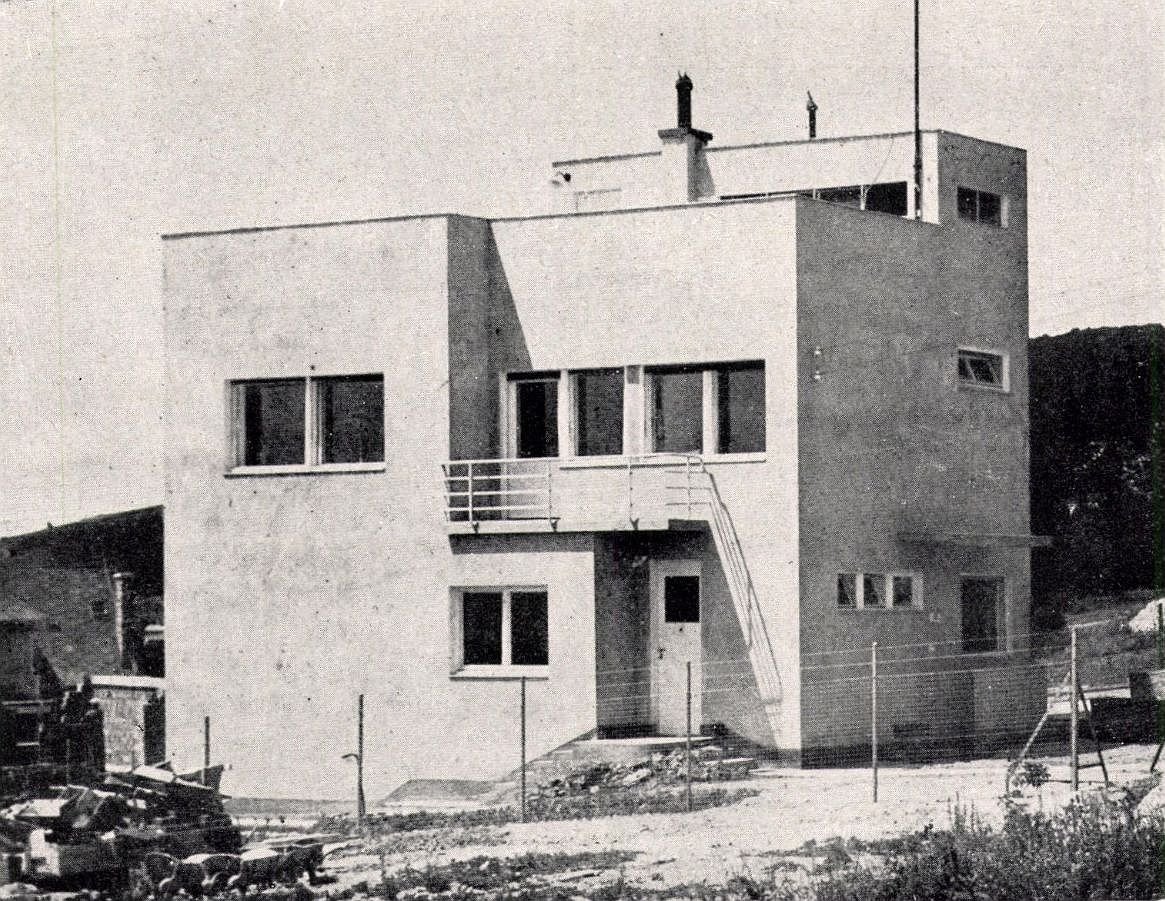
Bp.XII.Rácz Aladár u. 26. ikerház 1931-32 (ikerház fele épült meg)
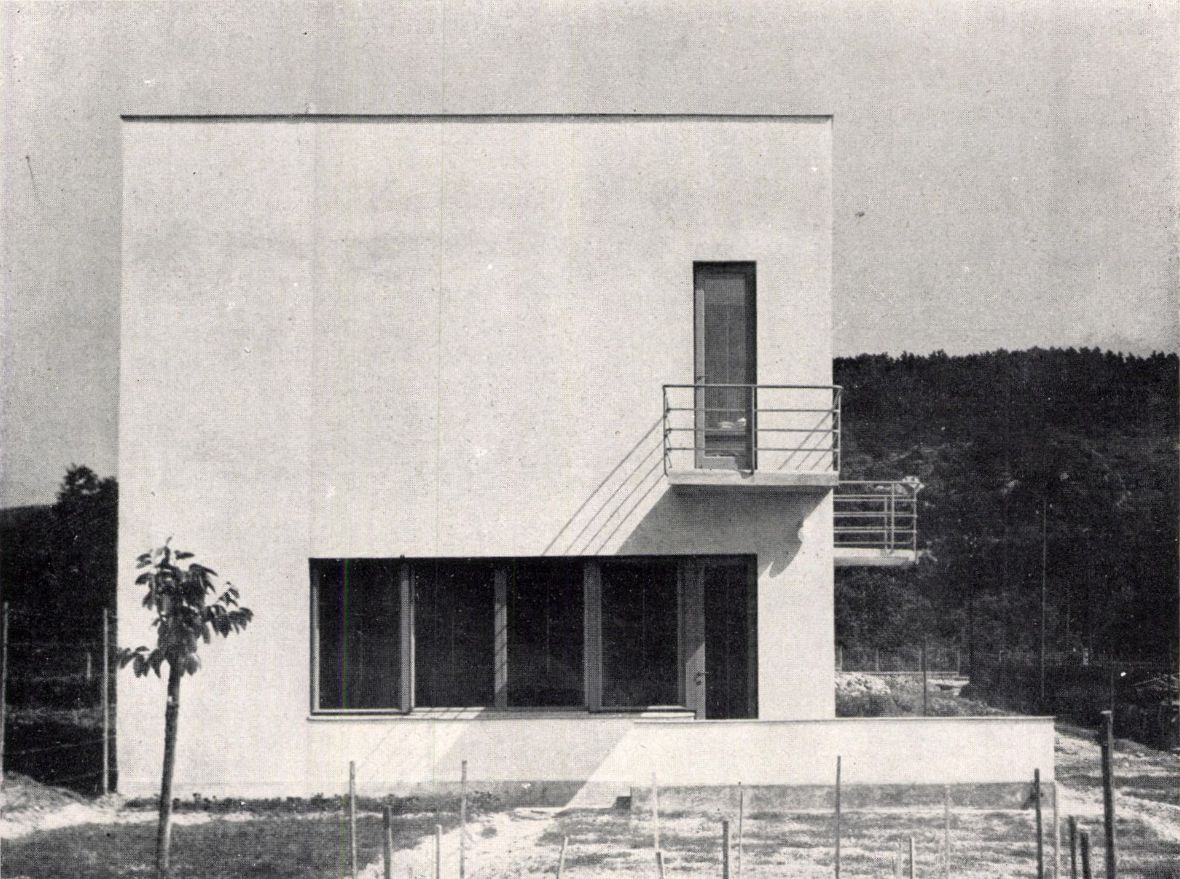
Bp.II.Csatárka u. 4/a családi ház 1931-32 (elpusztult)
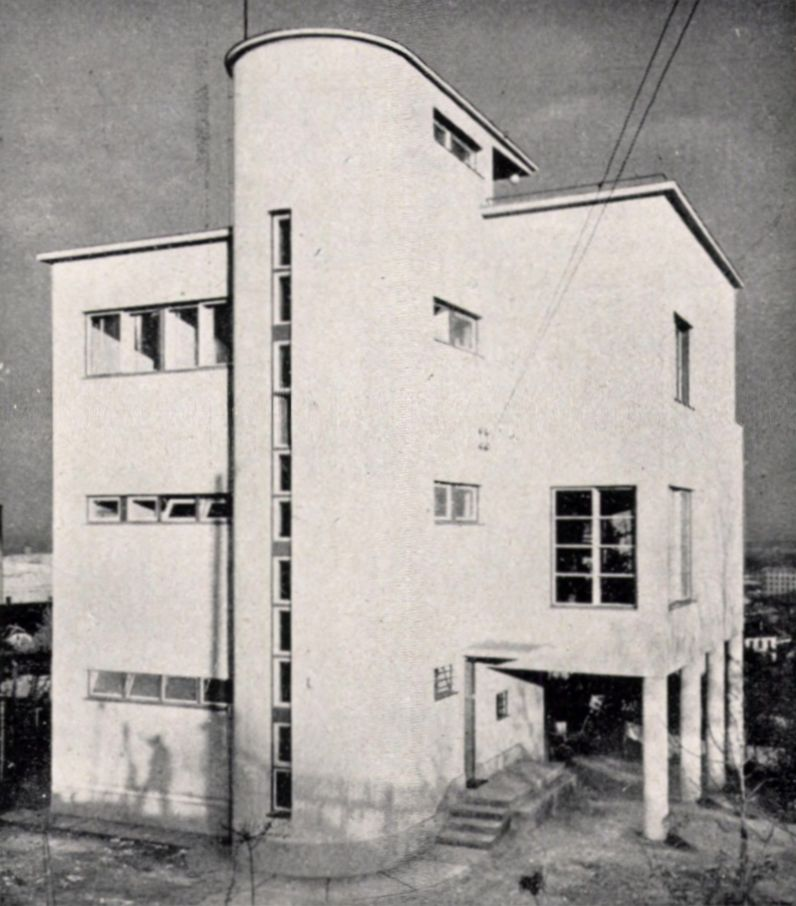
Bp.II.Pusztaszeri út 23/a lakóház 1932
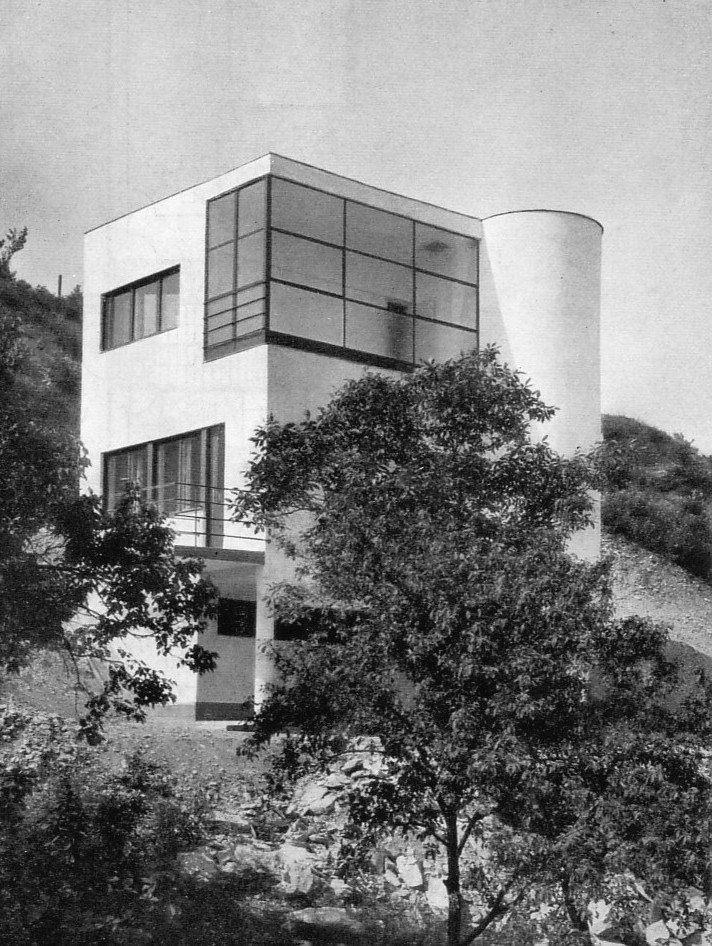
Bp. II., Szépvölgyi u. 88/b családi ház, 1933-34
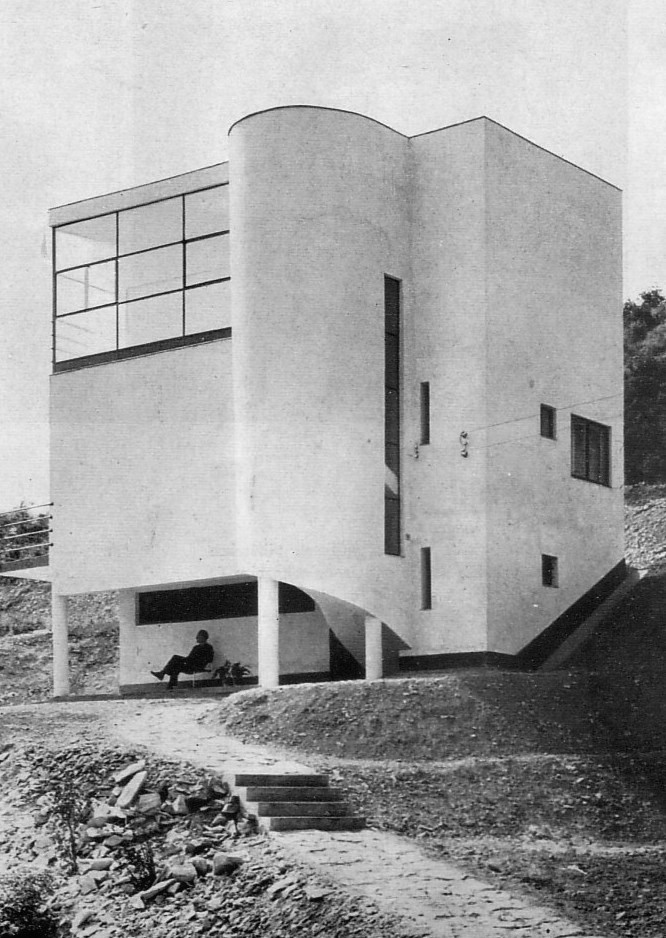
Bp. II., Szépvölgyi u. 88/b családi ház, 1933-34
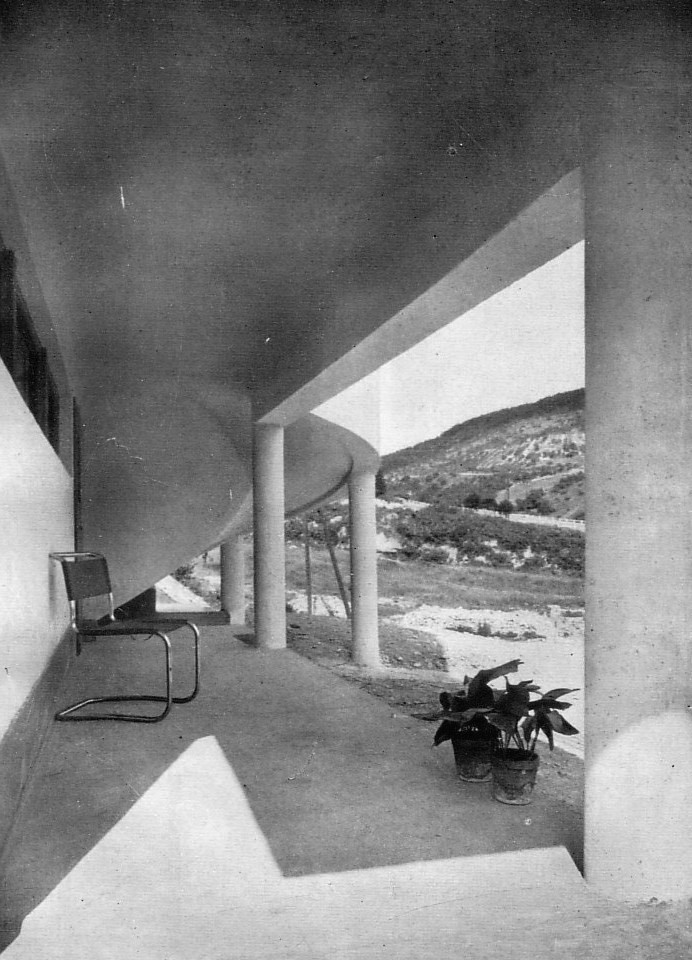
Bp. II., Szépvölgyi u. 88/b családi ház részlet
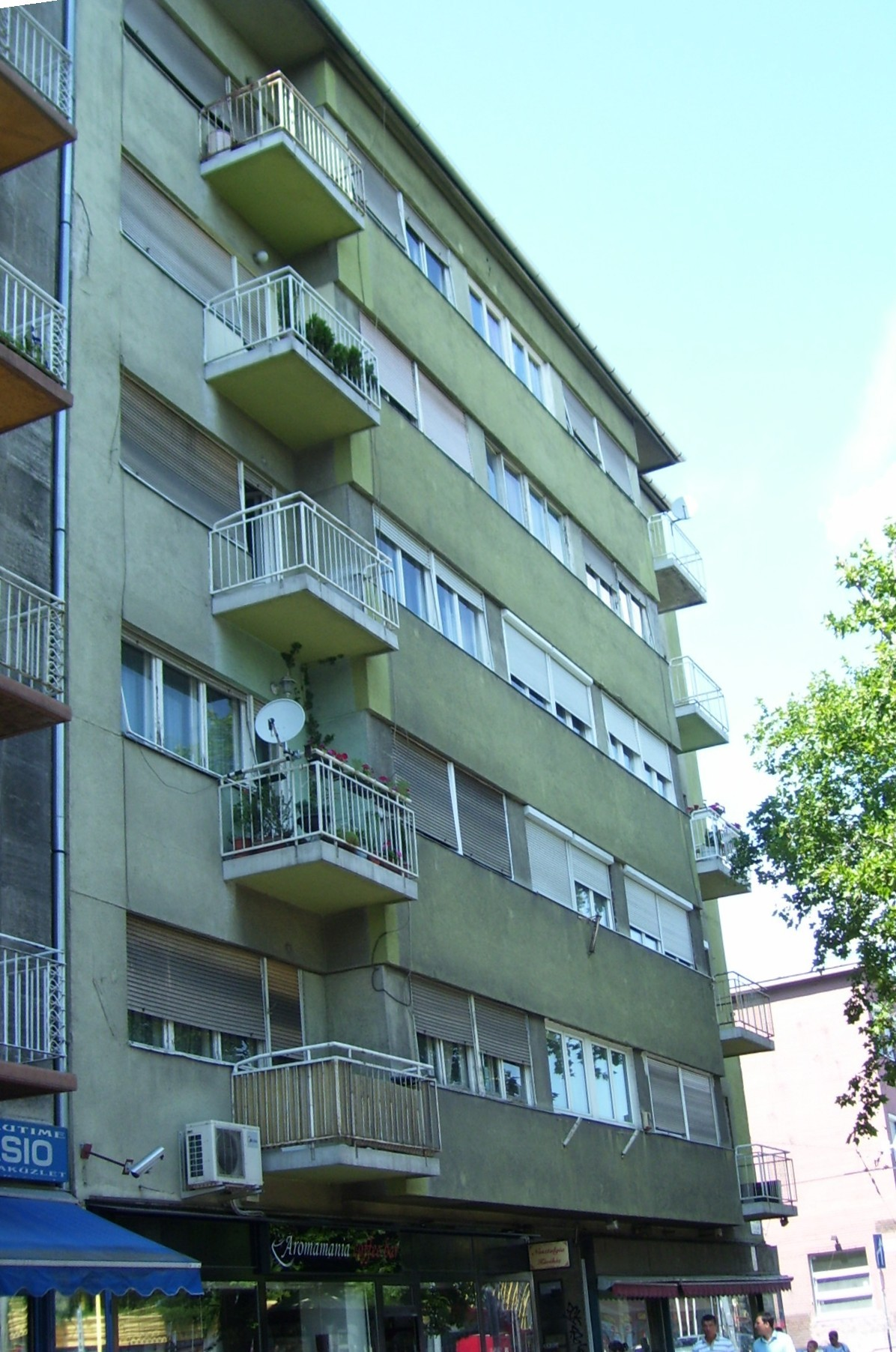
Bp. XIII., Váci út 46/b lakóház, 1941
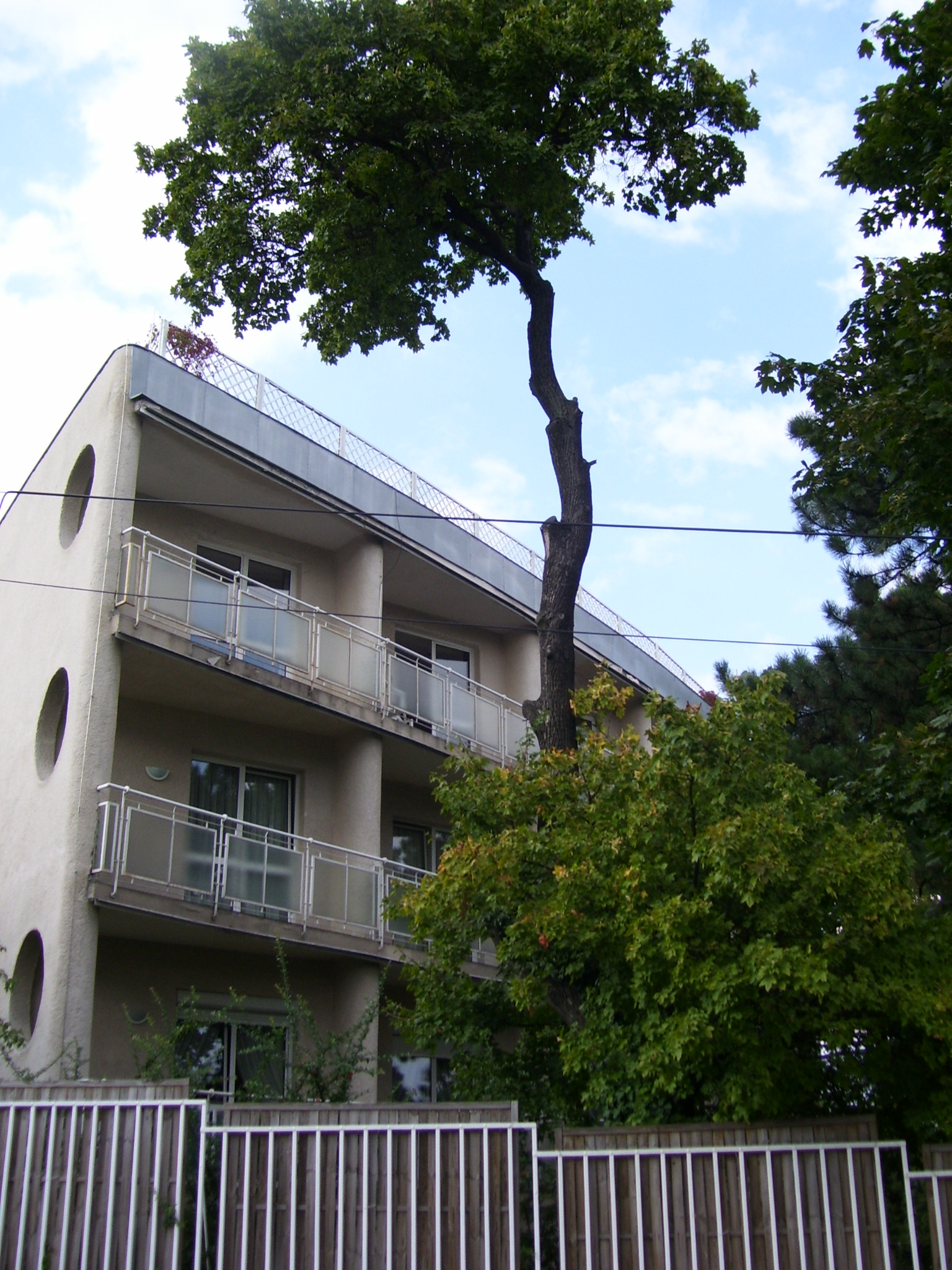
Bp. XII., Rege u. 15. Gyopár üdülőszálló, 1940, ma lakóház
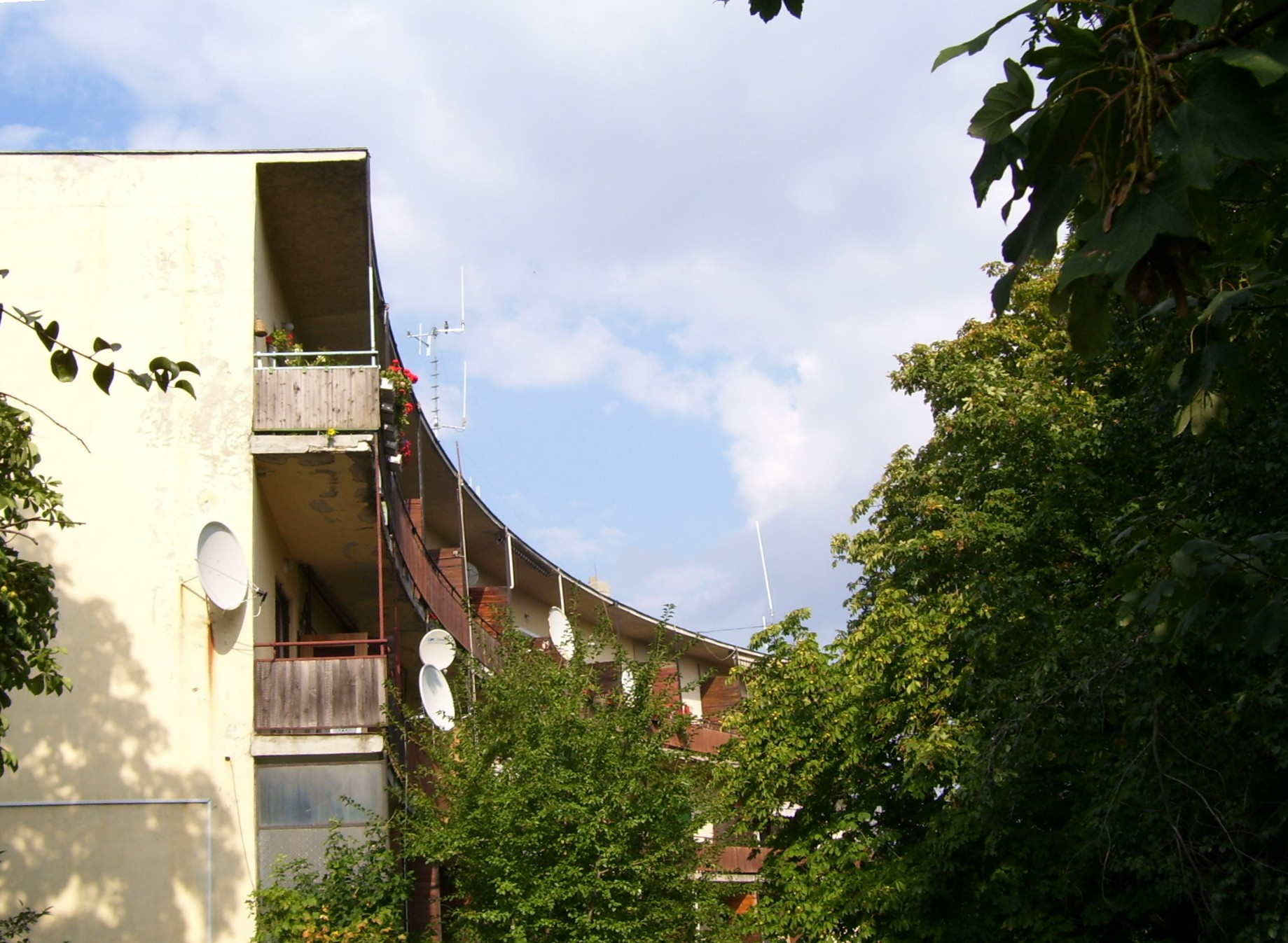
Bp. XII., Rege u. 10. Rege üdülőszálló, 1940, ma lakóház
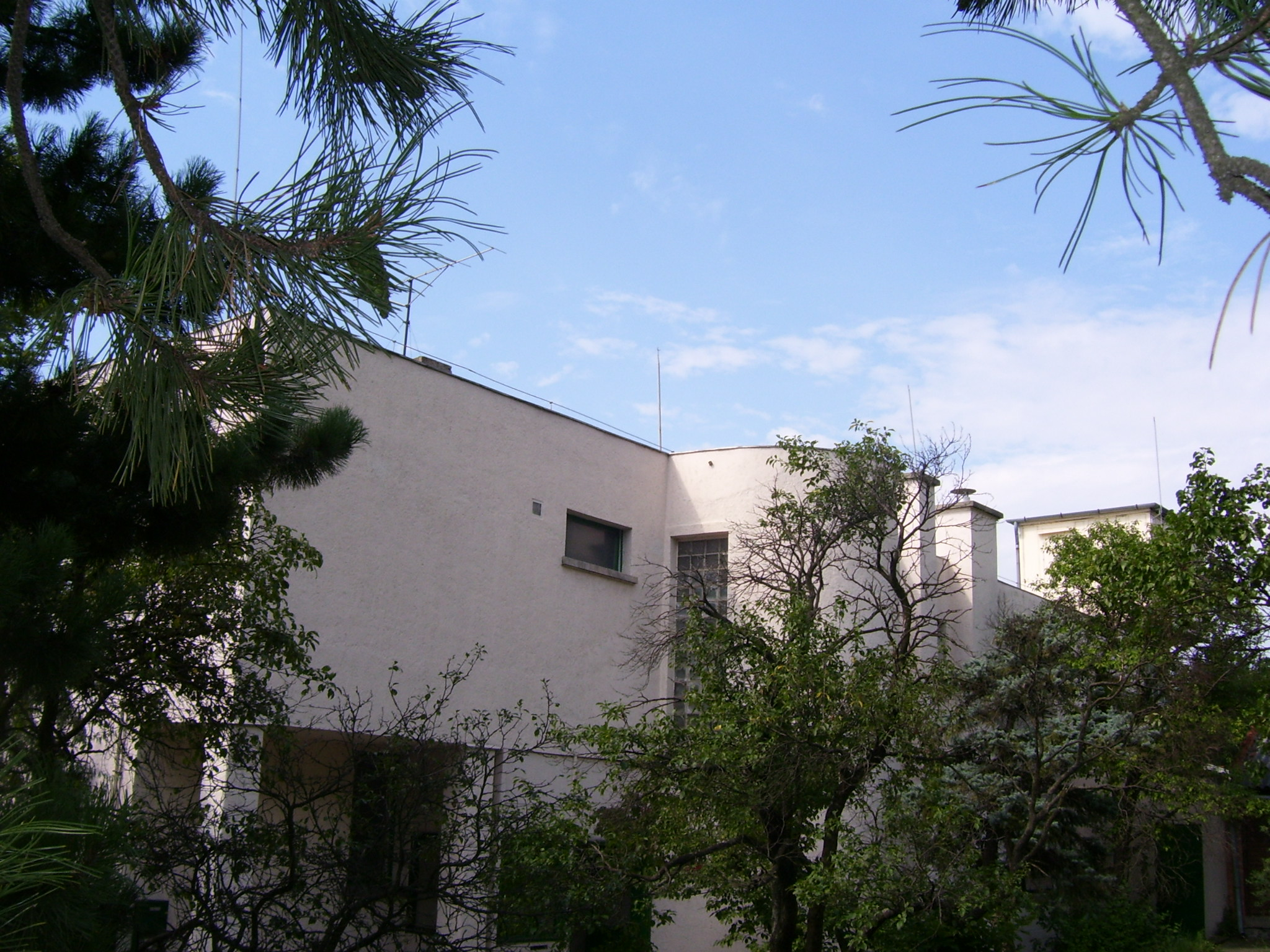
Bp. II., Baba utca 14., 1941-42, ma gyermekrehabilitációs intézet
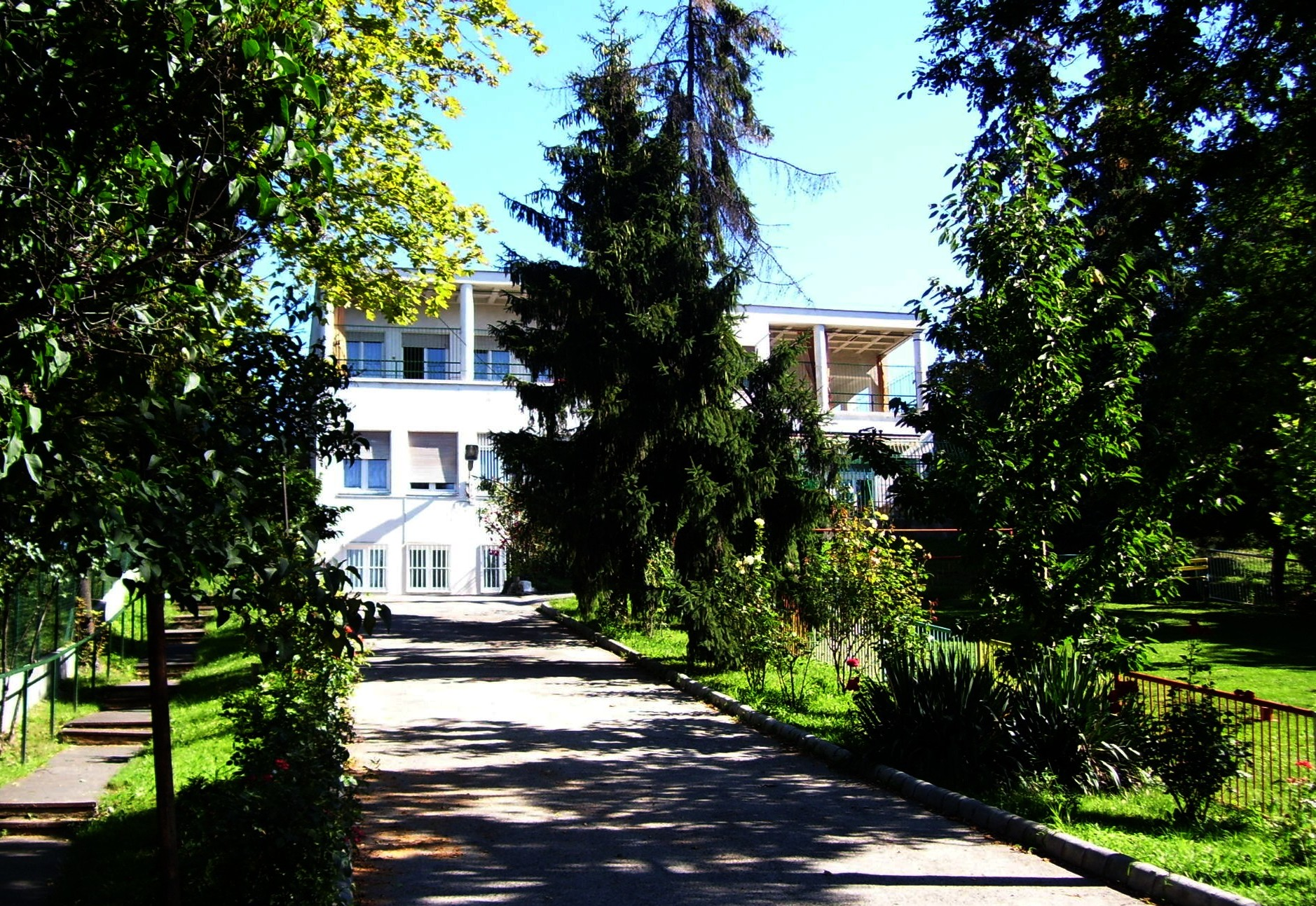
Bp. II., Gárdonyi Géza utca 25., 1941-42, ma rehabilitációs intézet
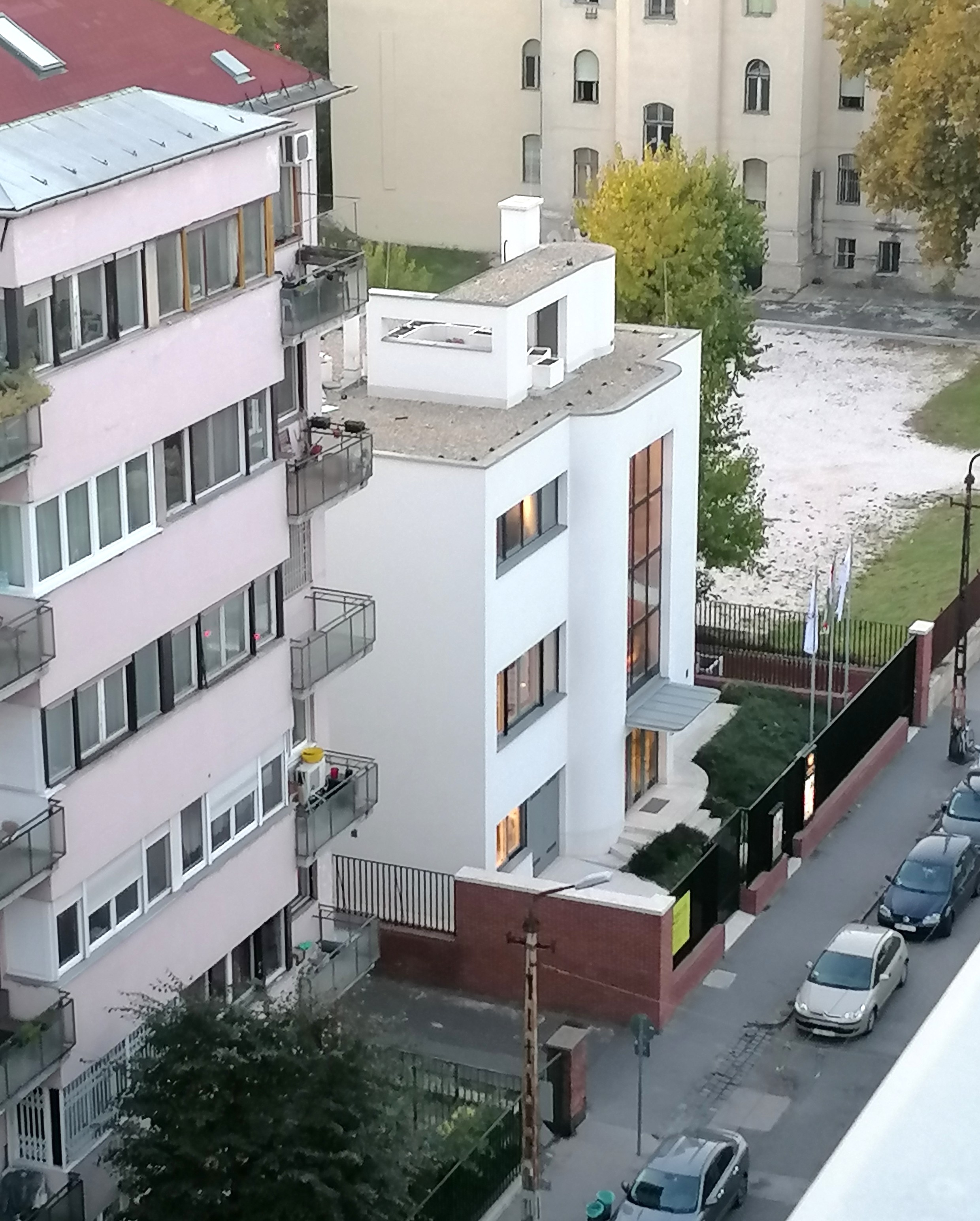
A Fischer által tervezett Bajza u. 8. alatti bérház és a Bajza u. 10. alatti Walter Rózsi-villa